# Ришар, Ален (политик)
Ален Ришар (фр. Alain Richard; род. 29 августа 1945[…], Париж) — государственный и политический деятель Франции. Занимал должность министра обороны Франции.

## Биография
Родился 29 августа 1945 года во французском городе Париже. Окончил парижский лицей Генриха IV, а затем поступил в Институт политических исследований. В 1962 году в студенческие годы вступил в Социалистическую партию Франции. В 1967 году окончил Институт политических исследований. C 1968 по 1969 год проходил службу в сухопутных войсках Франции. После увольнения со службы в армии поступил в Национальную школу администрации в Париже, которую окончил в 1971 году. С 1971 года поступил на государственную службу, начав работать аудитором в Государственный совет Франции. С 1977 по 1997 год занимал должность мэра Сент-Уан-л’Омона, с 1978 по 1993 — депутат Национального собрания Франции.
24 сентября 1995 года избран сенатором Франции от департамента Валь-д’Уаз, 4 июля 1997 года сдал мандат ввиду перехода в правительство.
4 июня 1997 года был назначен на должность министра обороны Франции. Эту должность он занимал до 6 мая 2002 года, когда его на этом посту сменила Мишель Аллио-Мари. В декабре 2002 года Ален Ришар вновь занял должность мэра Сент-Уан-л’Омон.
25 сентября 2011 года вновь избран в Сенат от департамента Валь-д’Уаз, в 2017 году переизбран.
В октябре 2017 года ушёл в отставку с должности мэра, занявшись по предложению премьер-министра Эдуара Филиппа подготовкой реформы местного налогообложения. Перешёл в правящую партию «Вперёд, Республика!».